# 白部由起夫
白部 由起夫（しらべ ゆきお、1964年8月7日 - ）は、日本の俳優。本名、白部 由起夫（しらべ ゆきお）。ノックアウト所属
旧芸名は高杉 新兵衛、竜巳 新兵衛。

## 人物・経歴
アイドルグループ幕末塾（当時の芸名は新兵衛・初代リーダー）で活動した後、俳優に転身（片岡新兵衛で活動後、後に高杉新兵衛に改名）。
現在では本名：白部由起夫で活動中。
2008年に日本プロゴルフ協会(PGA)ティーチングプロ(TCP)の資格を取得しプロゴルファー・レッスンプロとしても活動している。

## 出演
テレビ
- 奇兵隊（1989年、NTV）
- 君とひとつになりたい（1990年、CX）
- キモチいい恋したい！（1990年、CX）
- AV助監督物語（1990年、KTV）
- 世にも奇妙な物語　第11回（1990年、CX）
- レイダース失われた＜聖櫃＞（1991年、TX）
- ホテルウーマン（1991年、KTV）
- カナリアホテル508 「第一章 あなたと私と夜の薔薇」 （1991年、KTV）
- 世にも奇妙な物語　春の特別編（1992年、CX）
- 愛は仁義（1992年、YTV）
- 夢の降る街（1992年、TX）
- ふぞろいのイレブン（1993年、KTV）
- 上野駅殺人事件（1993年、TBS）
- 人生は上々だ（1995年、TBS）
- 初恋芸人　4話・7話・8話（2016年、NHKBSプレミアム）
- クイズ!脳ベルSHOW（2017年9月13日 - 9月15日、BSフジ）

映画
- 1990牡丹灯籠（1990年、磯村一路監督）
- 押忍！空手部（1990年、村川透監督）
- ミッドナイトストリート湾岸ドリフト族　菊池健一郎役（1995年、黒川浩行監督）
- ガメラ２レギオン襲来（1996年、金子修介監督）
- 難波金融伝ミナミの帝王劇場版11／追憶（萩庭貞明監督）
- ゴジラモスラキングギドラ大怪獣総攻撃（金子修介監督）

舞台
- Twelfth Night　タイプス公演（2004年）
- 悪い女はよく眠る（2016年、作・演出：萩庭貞明）
- ラブストーリーは誰のもの（2017年、演出：鈴木ひがし）「ウェイティング・バー：林真理子／かもめ：寺山修司」

ビデオ・DVD
- 墜ちてゆく人妻犯された貞淑（1994年、杉山太郎監督）
- おんな必殺！女肌衣墜（にきいた）（1995年、白井政一監督）
- 魔界転生（1996年、白井政一監督）
- 大江戸遊女妻（2006年、白井政一監督）